# وزارة التعليم (أذربيجان)
وزارة التعليم جمهورية أذربيجان (بالأذربيجانية Azərbaycan Respublikası Təhsil Nazirliyi) - هي وزارة حكومية في جمهورية أذربيجان.
يترأس الوزارة في الوقت الحاضر أمين إلدار أوغلو.

## التاريخ
أنشئت الوزارة تحت اسم وزارة التعليم الشعبي والاعتقاد الديني في 28 مايو 1918، ثم تغير اسمها إلى «مفوضية التعليم الشعبي» وفقا لقرار مجلس الوزراء لأذربيجان الاشتراكية السوفياتية رقم 1 بتاريخ 28 أبريل 1920.
وفي عام 1988 أنشئت وزارة التعليم الشعبي وفقا لقرار مجلس الوزراء لأذربيجان الاشتراكية السوفياتية، وبموجب مرسوم رئيس جمهورية أذربيجان حيدر علييف 3 سبتتمبر عام 1993، تأسست وزارة التعليم الشعبي تحت اسم «وزارة التعليم»، وتم تصديق قوانين الوزارة بموجب القرار مجلس الوزراء جمهورية أذربيجان رقم 58 بتاريخ 10 فبراير 1994.

## وظائف الوزارة
تنفذ الوزارة عدداً من الوظائف وهي:
- تضمن تنفيذ برامج التنمية الإقليمية والدولية في مجال التعليم.
- تحدد المتطلبات العامة لتنظيم العملية التعليمية.
- تمارس السيطرة على تنظيم التعليم وفقا لمعايير الدولة.
- تضمن تطبيق الحكم الديمقراطي في نظام التعليم وفقا للتشريع.
- إعداد واعتماد ونشر الكتب المدرسية وغيرها من المواد التعليمية للمؤسسات التعليمية.
- توافق على المناهج والبرامج الأساسية.

## معرض صور

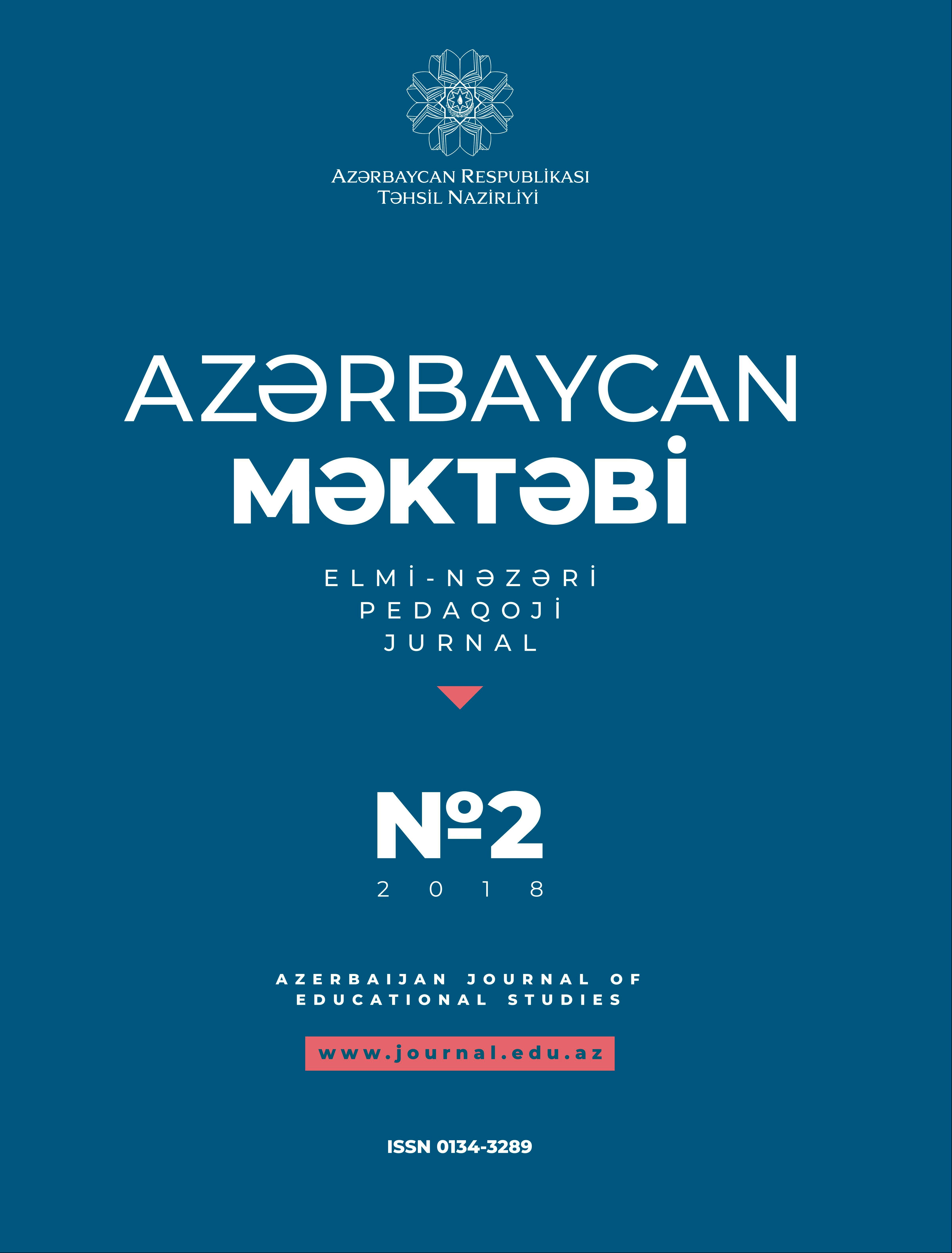
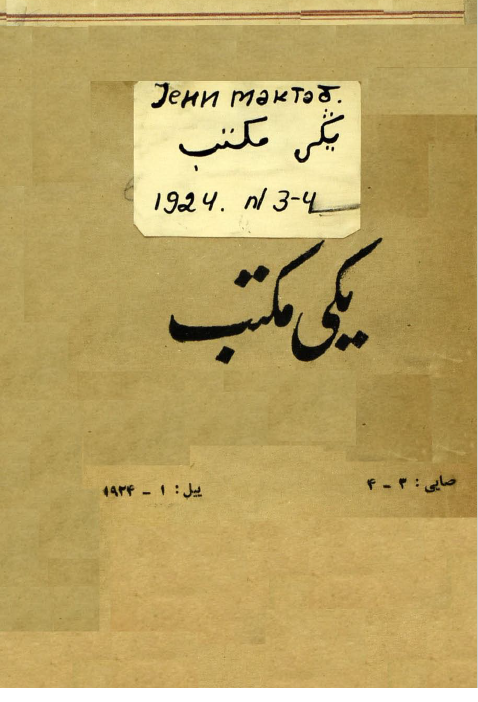
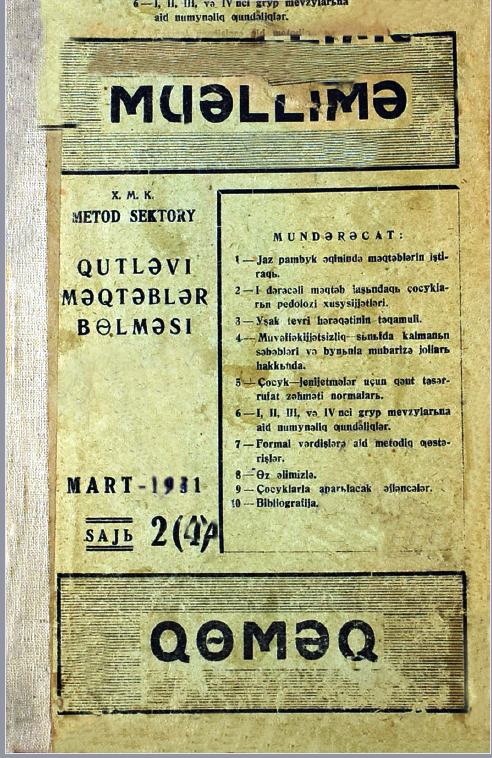